# Tiroler Identitäten
Tiroler Identitäten ist eine monographische Reihe, die seit Herbst 2006 Lebensbeschreibungen namhafter Tiroler veröffentlicht. Ziel dieser Publikationsreihe ist es, jene Vertreter aus Kunst, Wissenschaft und Wirtschaft mit einer Biographie zu ehren, die für Nord- und Osttirol eine wichtige oder nachhaltige Funktion ausüben, sowie eine Studie zur aktuellen Kulturgeschichte dieses Bundeslands zu liefern. Als Herausgeber fungiert der Schriftsteller und Verleger Martin Kolozs. Ständige Mitarbeiter der Redaktion sind Helmuth Schönauer, Elias Schneitter und Christian Yeti Beirer.

## Bände
- Heinrich Klier. Bergsteiger, Journalist, Dichter, Freiheitskämpfer und Unternehmer. Mit Beiträgen von Walter Klier, Helmuth Schönauer, Christine Riccabona, Anton Unterkircher, Heinrich Klier.
- Romed Mungenast. Eisenbahner, Dichter, Forscher und Aktivist. Mit Beiträgen von Erich Hackl, Thomas Huonker, Romed Mungenast, Gerald Nitsche, Christine Riccabona, Sieglinde Schauer-Glatz, Helmuth Schönauer.
- Wolfgang Pfaundler. Fotograf, Volkskundler, Freiheitskämpfer und Herausgeber von „das Fenster“. Mit Beiträgen von Paul Flora, Alois Hotschnig, Walter Methlagl, Felix Mitterer, Gertrud Spat, Hannes Weinberger.
- Theo Peer. Musiker, Pädagoge, Fotokünstler und „Totznhacker“. Mit Beiträgen von Friedrich Achleitner, Ralph Bergmüller, Kurt Brazda, Othmar Costa, Josef Farnik, Walter Grond, Walter Methlagl, Bruno Rigler, Josef Sulz.
- Norbert K. Pleifer. Kulturarbeiter, Veranstalter, Querkopf und Gründer des „Treibhaus“. Mit Beiträgen von Florian Bramböck, Stefan Costa, Josef Hader, Irene Heisz, Christian Muthspiel, Wolfgang Muthspiel, Gerald Kurdoğlu Nitsche, Georg Oberthanner, Peter Plaikner, Norbert K. Pleifer, Die Schienentröster, Elias Schneitter, Helmuth Schönauer, Alois Schöpf.
- Gertrud Spat. Musikerin, Autorin, Begleiterin und Vermittlerin. Mit Beiträgen von Othmar Costa, Krista Hauser, Michael Klein, Astrid Kofler, Walter Methlagl, Martin Mumelter, Christine Riccabona, Martin Sailer, Gertrud Spat.
- Café Central. Kaffeehaus, Lesegaststätte, erweitertes Büro und „Wohnzimmer“. Mit Beiträgen von Arthur & Ludwig, Barbara & Gert Auer, Christian Yeti Beirer, Peter Giacomuzzi, Bertram Haid, Arno Heinz, Chryseldis Hofer, Magdalena Kauz, Martin Kolozs, Thomas Krismer, Günter Lieder, Georg Oberthanner, Georg Payr, Hans Pfefferle, Michael Sallinger, Elias Schneitter, Helmuth Schönauer, Christoph Simon.
- Ferdinand Obenfeldner. Tiroler und Sozialist. Von Elias Schneitter und Paul Endl. Mit Beiträgen von Ferdinand Obenfeldner, Sieglinde Kapferer.
- Wilfried Kirschl. Künstler, Sammler, Kulturvermittler. Mit Beiträgen von Friedrich Achleitner, Othmar Costa, Norbert Drexel, Hans Gschnitzer, Ellen Hastaba, Krista Hauser, Michael Klein, Carl Kraus, Josef Maier, Walter Methlagl, Lukas Morscher, Gerald K. Nitsche, Franz Pöhacker, Peter Prandstetter, Friedbert Scharfetter, Herwig van Staa, Rudi Wach.